# Římskokatolická farnost Dolní Studénky
Římskokatolická farnost Dolní Studénky je územní společenství římských katolíků s farním kostelem svatého Linharta v děkanátu Šumperk.

## Historie farnosti
V Dolních Studénkách byla katolická fara již v předbělohorské době. Naposledy se v listinách připomíná v roce 1653, kdy panství koupili Žerotínové. Za jejich působení katolická fara zanikla a obec byla začleněna do farnosti v Bludově. Obnovena byla až v roce 1786. Místní kostel sv. Linharta vznikl na místě dřevěné modlitebny, kterou si postavili evangelíci již v 16. století. V roce 1701 byla nahrazena kamennou stavbou, která byla v letech 1840–1843 přestavěna do dnešní podoby. Stavba věže byla dokončena ve 2. polovině 19. století. 

## Duchovní správci
Od září 2012 byl administrátorem excurrendo R. D. Mgr. Otto Sekanina (farář z Bludova). Toho s platností od července 2018 vystřídal R. D. Mgr. Sławomir Adam Sułowski (farář ze Šumperka).

## Bohoslužby
| Kostel           | Místo          | Bohoslužba (den) | Hodina                         | Poznámka     |
| ---------------- | -------------- | ---------------- | ------------------------------ | ------------ |
| svatého Linharta | Dolní Studénky | neděle středa    | 7.45 16.00 (zima)/16.45 (léto) | farní kostel |

## Aktivity ve farnosti
Ve farnosti se pravidelně koná tříkrálová sbírka. V roce 2018 se při ní vybralo 32 958 korun. 
Pro farnosti děkanátu Šumperk vychází měsíčník Tamtam. 